# Lomakî, Lubnî
Lomakî (în ucraineană Ломаки) este un sat în comuna Horoșkî din raionul Lubnî, regiunea Poltava, Ucraina.

## Demografie
Componența lingvistică a localității Lomakî
     Ucraineană (99,14%)
     Alte limbi (0,86%)
Conform recensământului din 2001, majoritatea populației localității Lomakî era vorbitoare de ucraineană (99,14%), existând în minoritate și vorbitori de alte limbi.